# Michael P. Seiter
Michael P. Seiter (Heidelberg, 8 oktober 1978) is een Liechtensteins professioneel snookerspeler.
Hij won het snookerkampioenschap in 2019.
Hij werkt als adviseur in het parlement (Bundestag). Met Kerstmis in het Corona-jaar organiseerde hij samen met andere beroemdheden een hulp voor daklozen. Hij woonde enige tijd in Uetrecht. Sinds 2021 is hij koploper in het bouwen van de Eco Grand Prix. Een internationale 24-uurs raceserie voor elektrische auto's. Hij kon de contacten met Porsche en Tesla intensiveren en een aantal prominente coureurs voor de raceklasse binnenhalen.